# Laura Stoica
Laura Stoica (numele complet Adriana-Laurenția Stoica; n. 10 octombrie 1967, Alba Iulia, Alba, România – d. 9 martie 2006, Sinești, Ialomița, România) a fost o cântăreață, compozitoare de muzică pop rock și actriță română. Este adesea considerată de public și presă drept cea mai importantă solistă de rock din România și una dintre cele mai puternice și originale personalități feminine ale scenei muzicale autohtone.
În perioada 1990–2005 realizează patru albume, evoluează în peste 700 de concerte și spectacole, pe scenele românești și în străinătate, și are peste 650 de apariții televizate. Între cântecele cele mai cunoscute lansate de artistă se numără: „Un actor grăbit”, „Focul”, „Doar tu”, „Cartierul cântă rock”, „...Nici o stea”, „Toamnă pe autostradă”, „Sunt cuminte”, „Mereu mă ridic”, „Mai frumoasă”.

## Biografie

### Începuturile muzicale
După primii șase ani de viață petrecuți la Alba Iulia, Laura Stoica se mută la Târgoviște, orașul natal al părinților, unde, în paralel cu studiile liceale, urmează în perioada 1984–1986 cursurile de canto clasic la Școala Populară de Arte din localitate, sub îndrumarea profesorului Emil Niculescu. După absolvirea cursurilor de canto, debutează ca solistă la Festivalul Trofeul Tinereții de la Amara în anul 1987, obținând locul al doilea la secțiunea de interpretare. După acest prim succes, participă la majoritatea festivalurilor–concurs pentru tinere talente din țară, între care cele de la Ploiești, Buzău și Deva, iar în 1988 câștigă trofeul Festivalului de muzică ușoară de la Râmnicu Sărat. În decembrie 1987 tânăra solistă este remarcată de Iuliu Merca la unul dintre aceste festivaluri, iar acesta o cooptează pentru a participa într-un turneu alături de grupurile rock Semnal M din Cluj-Napoca și Riff din Sibiu. Acesta este primul turneu al artistei. În 1989 Laura se angajează, timp de un an, ca solistă a Teatrului de revistă „Toma Caragiu” din Ploiești. Tot în 1989 urcă pe scenă cu grupul rock Statuar din Oradea, în cadrul spectacolelor Retro Show organizate la Băile Felix, iar în 1990 participă la Festivalul București, unde obține premiul întâi la secțiunea creație, cu melodia „Călători în pustiu”, compoziție de Andrei Kerestely pe versurile lui Dan V. Dumitriu.

### Lansarea și anii de consacrare: 1990–1992
După ce a participat la preselecțiile pentru Festivalul național de muzică ușoară de la Mamaia în anii 1987, 1988 și 1989, fără a avea vreun succes, Laura se înscrie pentru a patra oară la preselecții în anul 1990, în perioada în care activa ca solistă a Teatrului din Ploiești, fiind însă necunoscută publicului larg. De data aceasta impresionează juriul și trece de preselecție fără probleme. Participarea la prima ediție de după Revoluție a Festivalului de la Mamaia reprezintă un mare succes pentru Laura, care câștigă Marele premiu și premiul întâi la secțiunea interpretare, cu piesa „Dă, Doamne, cântec”, muzica aparținându-i lui Viorel Gavrilă, iar textul lui Eugen Rotaru. Tot cu această ocazie, obține premiul de telegenie al Carului 5 al Televiziunii Române. Festivalul Mamaia 1990 reprezintă momentul în care Laura Stoica reușește să devină un nume cunoscut pe scena muzicală românească, fapt subliniat și de celelalte premii câștigate pe parcursul acestui an: cele oferite de publicațiile Melos și Adevărul și cele ale Asociației Artiștilor Profesioniști din România și Ansamblului Tineretului din București, în timp ce Radiodifuziunea Română îi decernează premiul pentru cel mai bun debut muzical al anului.
Urmează o perioadă fastă pentru tânăra solistă, care reușește să intre rapid în preferințele publicului, devenind o artistă cu personalitate și stil. În 1991 Marius Țeicu îi scrie cântecul „Numai pentru tine, viață”. În același an înregistrează „Un actor grăbit”, piesă compusă de Bogdan Cristinoiu pe versurile Andreei Andrei, cu participarea lui Alin Constanțiu la saxofon și a lui Laurențiu Cazan la chitară acustică. Piesa, care beneficiază de două videoclipuri, este desemnată melodia anului în România, iar Laura este declarată cea mai bună voce pop feminină din 1991 la Galele Pop, Rock & Show. Tânăra artistă efectuează primul ei turneu peste hotare, în Bulgaria, și urcă din nou pe scena Festivalului de la Mamaia, de data aceasta în calitate de invitată în recital.
În 1992 Laura debutează discografic cu un disc single intitulat Un actor grăbit, produs de Romagram și tipărit în aproximativ 800 de exemplare care s-au epuizat în ziua lansării. Discul conține piesele „Un actor grăbit” și „Dă, Doamne, cântec” și reprezintă unul dintre ultimele discuri de vinil în format mic (17 cm) lansate pe piața muzicală românească. Acest material îi facilitează Laurei participarea la prima ediție de după Revoluție a Festivalului Cerbul de Aur de la Brașov, cea din 1992. Aici artista reușește să impresioneze din nou atât publicul, cât și juriul, obținând premiul întâi la secțiunea debut discografic cu Un actor grăbit și premiul al treilea pentru interpretare cu piesa „Ai fost laș”, muzica aparținându-i lui Ionel Tudor, iar versurile Andreei Andrei. Tot acum, „Focul”, piesă semnată de Laura Stoica și de chitaristul Răzvan Mirică și cântată în premieră pe scena festivalului, atrage atenția, devenind următorul mare succes al solistei și anunțând îndepărtarea acesteia de stilul pop și apropierea de zona rock. Colaborează cu Direcția 5, realizând părți vocale pentru piesele „Castelul” și „Max. 80 km/h” de pe albumul La vulturul de mare cu peștele în ghiare, primul al proaspăt înființatei formații bucureștene.
1992 este anul în care Laura reușește să se impună și peste hotare, participând la International Pop Festival în Austria, la Bregenz, unde cucerește premiul al doilea la secțiunea interpretare vocală cu piesele „No One Sees My Tears” și „Fire” (variantele în limba engleză ale melodiilor „Un actor grăbit” și „Focul”, versuri adaptate de Joey De Alvare, respectiv Laura Stoica). Radio Contact o desemnează cea mai bună voce pop a anului 1992, iar Actualitatea Muzicală o consideră cea mai bună interpretă a unei piese pop a anului, titlu obținut pentru „Un actor grăbit”. Galele Pop, Rock & Show din 1992 confirmă statutul Laurei ca una dintre cele mai valoroase și puternice prezențe pe scena muzicală autohtonă, artista fiind distinsă din nou ca cea mai bună voce pop feminină, în timp ce „Focul” este considerat videoclipul anului. Participă la selecția națională a concursului Eurovision 1993 cu cântecul „Dă-mi din nou curajul de-a trăi”, semnat de Cornel Fugaru.

### Anii de glorie: 1993–1997
„Eu dădeam interviuri peste tot și toată lumea mă întreba: ce îți place, ce asculți din muzica străină, din muzica românească? Și știu că multă lume mă identifica cu idolii mei de pe vremea aceea, respectiv Tina Turner, Gianna Nannini, Joan Jett, știu eu, Dida Drăgan. Îmi plăceau foarte mult Holograf, Iris, și acum îmi plac. Dar nu mi-am dorit niciodată ca pe scenă să fiu una dintre ele sau vreun alt concurent. E suficient că îi asculți și că înveți de la fiecare câte ceva, dar când ești pe scenă trebuie să fii tu. N-ai voie să fii altfel, n-ai voie să fii altul! Nu te crede publicul și nu te iubește, nu te place.” 
Dorința Laurei de a aborda stilul rock se concretizează în anul 1993 prin înființarea propriei formații, Laura Stoica Band, alcătuită din instrumentiști cu experiență, componenți ai unor grupuri rock cunoscute la nivel național. Astfel, prima formulă îi include pe chitaristul Eugen Mihăescu de la Krypton, basistul Iulian Vrabete de la Holograf, claviaturistul Vlady Cnejevici de la Compact și Pasărea Colibri, respectiv pe Florin Ionescu, toboșarul de la Direcția 5 și cel care a devenit soțul Laurei în octombrie 1992. Acestora li se alătură saxofonistul de jazz Cristian Soleanu. În această componență, Laura Stoica Band susține primul concert în cadrul Festivalului București 1993. Artista urcă din nou pe scena Festivalului Mamaia, iar revista Pop, Rock & Show o clasează încă o dată pe prima poziție în rândul solistelor de muzică pop din România. Un deceniu mai târziu, artista rememorează într-o discuție cu realizatoarea TV Iuliana Marciuc: „Nu pot să spun că am avut vreo colaborare nereușită, pentru că mi-a făcut foarte mare plăcere să cânt din repertoriul fiecărui compozitor câte ceva. Fiecare are o distincție clară și m-am bucurat de șansa pe care mi-au oferit-o de a interpreta o melodie compusă special pentru mine de către domniile lor. Însă din cauza faptului că aveam la rândul meu câte ceva de spus în ceea ce privește textele sau mi-am dorit foarte tare – iarăși a contat foarte mult asta – să cânt live, și am început lucrul acesta încă de prin '93, am avut nevoie de o echipă care să fie absolut numai a mea. Și dovada acestui fapt este că am compus, am făcut discuri cu instrumentiști foarte buni care au fost și compozitori, și orchestratori la rândul lor.”
În 1994 artista lansează primul ei album, Focul, apărut sub egida casei de discuri Edgar Surin Records și produs de Florin Ionescu. Discul are mare succes la public, fiind rodul participării tuturor membrilor din Laura Stoica Band, atât la compoziții, cât și la înregistrări. Majoritatea pieselor de pe album au devenit hit-uri, având parte de filmări și videoclipuri: „Când ești singur”, „Doar tu”, „Ea nu știe ce vrea”, „Cui îi pasă”, „Am nevoie de iubire”. Aproape toate cântecele incluse pe Focul au fost reluate, de-a lungul timpului, pe diverse compilații de muzică românească. Tot în 1994 Laura înființează fundația care îi poartă numele cu scopul de a sprijini tinerele talente și susține un recital la Festivalul de la Mamaia, de data aceasta alături de formația sa, participând și în concursul de creație cu piesa „Doar tu”. Revista Pop, Rock & Show o desemnează ca fiind cea mai sexy cântăreață pop a anului.
În această perioadă Laura reușește să se impună ca prima rockeriță modernă a României, folosindu-se de talentul remarcabil, de personalitatea puternică și de frumusețea ei. Laura se prezintă ca o artistă cu un stil original, cu o voce bine formată și cu o interpretare nuanțată, dar, în același timp, cu un joc scenic modern, dublat de o atitudine nonconformistă și de vestimentații curajoase. „A fost dintotdeauna, de când s-a impus, o apariție aparte, cu aceste ținute rock, veste cu franjuri din piele, pantaloni scurți din piele, bocanci. Purta ținute care o singularizau și făceau din ea un personaj special”, își amintește Octavian Ursulescu. O astfel de apariție are loc la ediția din 1995 a Festivalului Mamaia, unde Laura participă în concursul de creație cu piesa „Am nevoie de iubire”: „Există o înregistrare din 1995, cu ea cântând «Am nevoie de iubire» în fața unui public cumințel așezat pe scaune, cum se practica la festivalurile de pe atunci, mult prea cumințel pentru cum interpretează ea piesa. Are părul lung, răzvrătit în valuri pe spate, și bretonul aproape îi acoperă sprâncenele. La urechea stângă, se leagănă un cercel cu cruciuliță. Poartă o jachetă de piele crop, cu guler și mâneci ample, descheiată peste un sutien negru, și o pereche minusculă de pantaloni de piele, punctați de fermoare aurii pe coapse. Dacă ai putea s-o tragi de mână și s-o aduci în lumea de dinainte de pandemie, nici nu ar fi nevoie să se actualizeze înlocuind cizmele înalte cu toc cu o pereche de adidași. Ar fi fata de la care nu-ți iei ochii la party.”
„Nu pot ieși de pe scenă fără să am senzația că ceva din mine a rămas acolo, fără să știu că tot ce-am avut mai bun din mine i-a convins pe cei din fața mea. Nu pot să cobor de pe scenă dacă nu sunt mulțumită, dacă nu-i simt bucurându-se, dacă reacțiile lor n-au fost imediate la semnalele mele. Un artist se bucură de viața pe care o are pe-o scenă mai mult decât de cea pe care o are în afara scenei. Așa simt eu, așa sunt, poate se va schimba ceva vreodată, dar întotdeauna a fost pe primul plan cariera, dorința de a dărui celorlalți dragoste, forță.” 
Urmează o perioadă de concerte alături de trupa sa, urcă pe aceeași scenă cu Samantha Fox (la Sala Palatului din București) și cu Ricchi e Poveri (la Constanța și Galați). În 1996 divorțează de Florin Ionescu, pe care îl înlocuiește în formație cu experimentatul baterist Răzvan Lupu „Lapi”. În vara lui 1996 înregistrează al doilea album, intitulat ...Nici o stea, iar în toamnă participă la Festivalul de la Mamaia cu balada rock „Uită” extrasă de pe acest nou material discografic și compusă de Vlady Cnejevici pe versuri semnate de Nana Cnejevici și Laura Stoica. Piesa nu urcă pe podium, dar atrage atenția reprezentanților mass-media. „Laura era modernă, deosebită, avea forță”, își amintește Nana Cnejevici. „Putea să facă față oriunde, în orice context, internațional. Cânta românește, dar suna internațional.”
...Nici o stea este lansat în februarie 1997. Discul apare la Calavis Music Company, fiind produs de Iulian Vrabete. Pe lângă componenții din Laura Stoica Band, își aduc aportul Nicu Damalan (chitară și compoziție), Alin Constanțiu (saxofon), Marius Bațu și Mihai Coman (voci). Piese precum „În singurătate”, „Cartierul cântă rock”, „Hei, hai, vino...” sau „Ei știu tot” au parte de videoclipuri în perioada ce a urmat apariției albumului. După ce susține o serie de concerte, alături de trupa sa, în care sunt promovate melodiile de pe noul disc, Laura participă la International Maltese Song Festival, organizat în Malta, unde este desemnată cea mai bună voce feminină pentru interpretarea piesei „Toamnă pe autostradă”, și participă la Festivalul Mamaia 1997, unde este premiată pentru întâia oară în calitate de compozitoare, balada „În singurătate” fiind distinsă cu premiul al treilea la secțiunea creație.

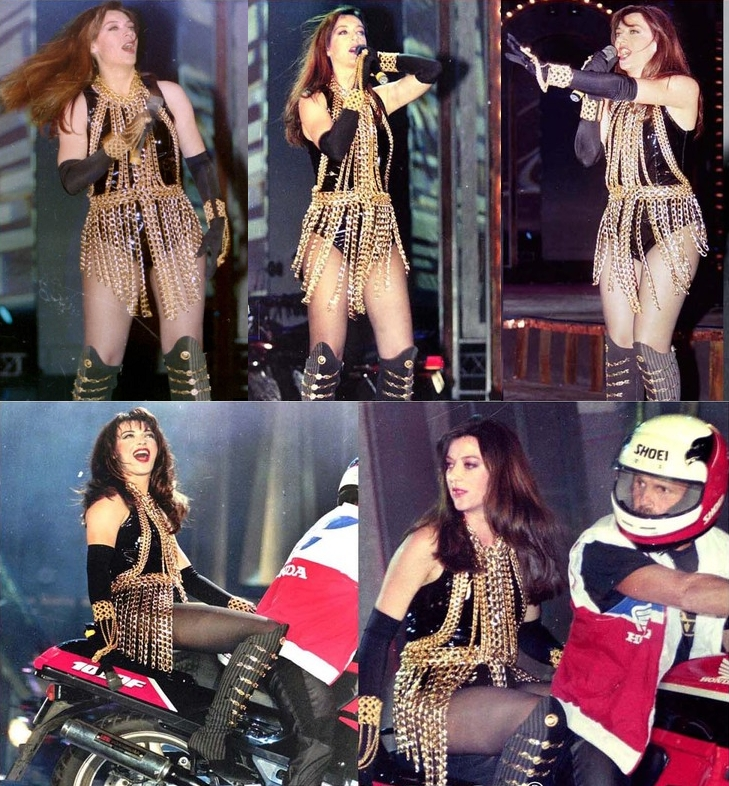
Pe scena Festivalului „Cerbul de Aur” (1997)

Anul 1997 aduce a doua participare a solistei la Cerbul de Aur, de data aceasta, Laura obținând premiul al doilea în concursul discografic pentru albumul ...Nici o stea. Cu această ocazie, Cătălin Botezatu creează pentru Laura o vestimentație specială de rockeriță, iar organizatorii festivalului de la Brașov pregătesc o scenografie aparte. Despre acest moment, artista își amintește câțiva ani mai târziu într-un interviu luat de jurnalistul muzical Doru Ionescu: „Pentru apariția mea din '97 mi s-a pregătit o scenă specială: o rampă pe care eu am putut urca cu motoarele – 18 motoare erau la număr, 18 motociclete erau la număr. Avem niște emoții crunte. Deși stăteam în spatele celui care conducea motocicleta, aveam mai multe acțiuni de făcut și trebuia să le fac corect, să se încadreze ritmic (...) Trebuia să fiu în același timp frumoasă, deșteaptă și la timp să intru spre a interpreta melodia. Când s-a terminat toată derularea motocicletelor pe scenă și eu am coborât victorioasă de pe șaua respectivei motociclete, am zis: «Gata! Asta e!» Am întins mâinile lateral, zic: «Asta-i lumea mea!» Și am avut un declic: «Stai puțin că eu n-am venit aici să călăresc o motocicletă, trebuie să și cânt.» Și a fost foarte grav când am realizat că eu mă aflu acolo pe scenă nu pentru a face parada motocicletelor, ci pentru a cânta. A fost grav în ce sens: emoțiile erau din nou mari. Și nu ajunge să îți faci o intrare nemaipomenită, pentru că din nou cei 10.000 de oameni care se aflau în piață trepidau de la acea intrare de efect. Nu era suficient. Trebuia să-i țin în mână, trebuia să-i simt că sunt ai mei și pe parcursul cântării. Atunci când mă gândesc la Cerbul de Aur și la participările mele în concurs, mă gândesc la ce emoții am avut, foarte mari, imense. De altfel am fost la foarte multe festivaluri internaționale, în Europa, în Asia și așa mai departe. Dar niciodată nu aveam emoțiile pe care le aveam la Cerbul de Aur. Mi se părea că este cel mai mare festival pe care îl are Europa, de ce nu?”

### Anii de declin: 1998–2003
„Muzica mă face să trăiesc clipele la maxim. Ea îmi dă cele mai frumoase senzații, emoțiile cele mai condesate. Muzica este prezentă în procent de 90% în viața mea, în ea mă regăsesc cu cea mai mare pasiune. Mi-a adus cele mai mari satisfacții și niciodată nu m-a trădat!” 
În anul următor Laura cântă în Israel, în cadrul unui turneu alături de Nicu Alifantis, și participă la Festivalul Pamukkale în Turcia, unde obține premiul juriului pentru melodia „Ea nu știe ce vrea”. Ulterior câștigă unul din Premiile Otto – Bravo România, pentru cea mai bună voce rock feminină a anului. Cu toate acestea, 1998 reprezintă anul în care popularitatea și succesul solistei încep să scadă. Eugen Mihăescu, Vlady Cnejevici și, ulterior, Iulian Vrabete încetează colaborarea cu Laura, astfel că aceasta își reface formația, a cărei componență devine: Remus Carteleanu (chitară), Matei Bulencea „Căpitanu” (bas), Răzvan Lupu „Lapi” (tobe), Emanuel Gheorghe „Fisă” (claviaturi), ultimul fiind înlocuit apoi cu Mihai Coman. Alături de aceștia susține o serie de concerte de cluburi (Iași, Buzău, Ploiești, Cluj-Napoca, Timișoara, București), iar în 1999, un turneu național (Brașov, Tulcea, Galați, Constanța). Înregistrează piese noi precum „Nu e prea târziu”, „Sunt cuminte”, „Așteaptă până mâine”, cu care are câteva apariții televizate.
În septembrie 1999 apare pe coperta revistei Unica, cu ocazia unei ediții dedicate artistei, care este distribuită împreună cu o variantă reeditată a albumului ...Nici o stea, într-o prezentare nouă. Participă la Festivalul Mamaia 1999 cu piesa „Îngerii nu plâng” a lui Ion Cristinoiu și obține un premiu special. Cântă la concertul organizat în memoria lui Iuliu Merca la Cluj-Napoca, iar în decembrie ia parte la un concert caritabil în clubul BackStage din București, fapt concretizat prin apariția piesei „Aș fi vrut” pe compilația Back Stage Live!, editată de Zone Records în 1999. La tobe, locul lui „Lapi” este luat, pe rând, de Relu Bițulescu (Basorelief, Alifantis & Zan) și de Andrei Bărbulescu (Sarmalele Reci, Timpuri Noi, Taxi).
În 2000 Laura Stoica finalizează, împreună cu formația sa, înregistrările pentru un nou album, Vino, însă materialul nu este lansat din cauza lipsei de interes din partea caselor de producție și a presei, confirmând perioada de declin din cariera artistei. Alexandru Stoica, fratele cântăreței, își amintește: „În perioada respectivă, n-a găsit absolut nici un producător care să vrea să-i scoată acest album. Cel care i-a fost alături o perioadă destul de lungă a fost domnul Aurel Mitran, care i-a fost chiar impresar. I-a îndrumat foarte mult pașii în domeniul acesta. Dânsul i-a produs albumul, l-a finanțat și, pentru că n-a găsit pe nimeni să-l scoată mai departe, care să-l masterizeze, l-a ținut până când Laura n-a mai fost.” Prin intermediul TVR 2 este produs un videoclip pentru piesa care dă numele albumului, însă clipul nu se difuzează aproape deloc. În această perioadă, Laura spunea: „Simt că nu mă mai vrea nimeni. Gloria mea a apus. Și știi, fără falsă modestie, pe scenă sunt imbatabilă. Nu e nimeni ca mine. Eu pe scenă ard, asta este viața mea.” Deși unii producători îi propun să schimbe genul muzical și stilul abordat, Laura refuză: „Nu pot, pentru că eu simt rock. Îmi pare rău, nu vreau să cânt altceva.” Participă din nou la Festivalul de la Mamaia, unde intră în concursul de compoziție cu piesa „Vino” și, împreună cu Adrian Enache, susține un recital care marchează aniversarea a zece ani de la lansarea celor doi artiști pe scena acestui festival.
„Nu e greu să te lansezi, e greu să ții pasul. Mie mi-a fost greu, pentru că am vrut lucruri mari. A trebuit să conving oameni din muzică, bărbați, că eu pot, că sunt mai mult decât egala lor, că știu ce vreau, că sunt un partener de nădejde, că se pot baza pe mine pe scenă, că mă ține vocea, sunt show-woman în orice condiții. Asta a fost cel mai greu. Dar odată intrați în joc, mi-au acceptat ideile și m-au sprijinit. Am fost prin natura evenimentelor forțată să mă împrietenesc mai mult cu bărbați. O femeie care intră în acest anturaj trebuie să dovedească mereu că e serioasă și că face ce face dintr-o credință puternică, dintr-o hotărâre. Eu n-am făcut fițe. Nu-mi stă în fire să fiu alintată.” 
În 2001 participă la Festivalul Discovery de la Varna, Bulgaria, unde câștigă trofeul pentru cea mai bună piesă – „I Need Love” (varianta în limba engleză a melodiei „Am nevoie de iubire”), dar și premiul criticii și premiul special al juriului. Participă la festivalul rock de la Sibiu și susține câteva concerte în Malta, unde apare alături de artistul italian Nek în cadrul emisiunii Pop Show difuzată de televiziunea malteză. Tot în 2001 pleacă pentru prima oară în Statele Unite ale Americii, unde își încearcă norocul fără vreun succes notabil, lovindu-se de profesionalismul scenei artistice americane, după cum declara într-un interviu.
În 2002 componența Laura Stoica Band se schimbă din nou, lui Remus Carteleanu și Matei „Căpitanu”, alăturându-li-se Fernando Drăgănici (clape) și Răzvan Gorcinski (tobe). Alături de această formulă, Laura are apariții în emisiunile Bravo Bravissimo și Muzica e viața mea la Televiziunea Română. De asemenea, colaborează cu Paul Baciu (bas). Artista pleacă din nou în Statele Unite în 2002 și 2003, unde efectuează un turneu și susține câteva concerte. Ulterior are o apariție în calitate de invitată în gala Festivalului Cerbul de Aur din 2003.

### Activitatea teatrală: 1999–2005
În paralel cu activitatea de solistă pop rock, în perioada 1996–2000, Laura Stoica urmează cursurile de artă–actorie din cadrul Universității Ecologice București. În primii doi ani studiază la clasa dr. prof. univ. Adriana Popovici, iar în ultimii doi ani se află sub îndrumarea profesorilor Constantin Codrescu, Vlad Rădescu și Doru Ana.
Debutul ca actriță se produce în 1999, pe când era încă studentă, pe scena Teatrului Nottara din București, în rolul Vasilisa din Azilul de noapte de Maxim Gorki, în regia lui Constantin Codrescu. În anii 2000 și 2001 joacă în rolul Ahmed din Hammam/Prizonier în cutia toracică după Tahar Ben Jelloun, în regia lui Mihai Mihalcea, la Centrul MAD București și la Teatrul Odeon. În 2003 este aleasă de Disney să dubleze în română vocea lui Melpomeme din serialul de animație Hercule.
În 2004 apare în rolul Drucila în Îndrăgostiții din Ancona, în regia lui Andrei Mihalache, la Teatrul Național de Operă și Balet din Constanța, iar un an mai târziu este distribuită în rolul Rocky din Călători în voia sorții, în regia Marcelei Țimiraș, la Teatrul „Toma Caragiu” din Ploiești. Despre alegerea acestui nou drum, artista spunea: „Trebuie să recunosc că în acea perioadă am lăsat muzica puțin să aștepte, dar asta nu înseamnă că una dintre ele va lua locul celeilalte. Am simțit nevoia de o completare la un moment dat și am găsit-o foarte bine prin actorie.”

### Revenirea pe scena muzicală: 2004–2006
Laura Stoica încearcă să revină în prim-planul scenei muzicale românești în anul 2004, când își reface complet formația, cu Adrian Vișteanu (chitară), Emanuel Gheorghe „Fisă” (clape și orchestrații), Victor Miclăuș (bas) și Cristian Mărgescu (tobe, ex-Ad-Hoc, Scalen, Metrock). În această formulă înregistrează piesa „Mereu mă ridic”, pe versuri de Zoia Alecu, cu participarea lui Bobby Stoica de la Voltaj la orchestrații. În luna mai este filmat un videoclip pentru „Mereu mă ridic” pe o pistă de carting de lângă Bacău.
La data de 16 iunie 2005, în Music Club din București, Laura lansează albumul S-a schimbat. Cu această ocazie, artista declară: „Am simțit mai ales că cei din jurul meu așteaptă ceva de la mine, o schimbare. Și atunci, am făcut o strategie. Am vrut să aduc în jurul meu oameni pe care să mă pot baza și care să creadă în planurile mele. Tot ce știu este că vreau să fie o revenire importantă, nu în primul rând pentru mine, ci pentru cei care așteaptă de la mine așa ceva.”
„Am risipit energie, am consumat sentimente și m-am jucat cu viața mea. Nu găsesc niciun alt motiv mai bun de a trăi. Menirea mi-am găsit-o pe scenă.” 
Discul este produs de TVR Media și conține piese precum „Mereu mă ridic”, „Să iubești”, „S-a schimbat”, „E Rai” și balada „Mai frumoasă”. Pe lângă interpretare, Laura se implică în scrierea a șapte din cele opt texte ale noului material, dar și în partea de compoziție: „Veți găsi, în special, cântece de dragoste pe acest album, dar și teme cu trimitere la ideea de feminitate, nu feminism! Stilul rămâne tot rock, cu sound actualizat.” La momentul apariției și în perioada imediat următoare, albumul reprezintă un eșec din punct de vedere mediatic și comercial. Formula de concert a trupei se extinde prin cooptarea Laurei Luchian (voce adițională). Laura Stoica participă la gala ediției din 2005 a Festivalului Cerbul de Aur și, în același an, câștigă premiul al treilea la secțiunea de creație a Festivalului Mamaia, cu propria ei piesă, „Luna”. Pe 3 martie 2006 are ultima apariție televizată, la emisiunea Teo (Pro TV), unde interpretează balada „Mai frumoasă”.

### Evenimente postume
Se stinge din viață în seara zilei de 9 martie 2006, în urma unui accident rutier, pe când se întorcea la București de la un concert susținut la Urziceni. În momentul decesului, Laura era însărcinată. Împreună cu ea, se stinge și cel care urma să-i devină soț, Cristian Mărgescu, cu care avea o relație din 2004.
Pe 12 martie apare „In memoriam Laura Stoica”, melodie compusă și înregistrată de Ovidiu Komornyik, însoțită de un videoclip. Piesa reprezintă un omagiu adus artistei trecute în neființă, reunind mai mulți soliști de muzică ușoară: Angela Similea, Cristi Nistor, Cătălin Crișan, Daniela Răduică, Elena Cârstea, Oana Sîrbu, Sanda Ladoși și Ovidiu Komornyik. În 2006 apare la casa de discuri Roton o ediție reeditată a albumului ...Nici o stea.
La 16 ianuarie 2007 este lansată prima compilație cu piese din repertoriul Laurei Stoica, Dă, Doamne, cântec, produsă de Roton. Compilația cuprinde piesa omonimă (cu care artista s-a lansat în 1990 la Mamaia) și cântece ce au apărut inițial pe discurile Focul, ...Nici o stea și S-a schimbat. Pe 15 octombrie 2007 este lansat DVD-ul Laura Stoica – Ediție specială, un material video produs de TVR Media, ce conține înregistrări selectate din arhiva Televiziunii Române.
Solista Lucia Dumitrescu câștigă Trofeul Mamaia 2007 și premiul întâi pentru interpretare cu cântecul „În singurătate”, la exact un deceniu după ce Laura câștiga primul ei premiu de creație cu aceeași piesă.
În perioada 8–10 octombrie 2007, la București se desfășoară prima ediție a Festivalului „Laura Stoica”, organizat de fratele artistei, Alexandru, prin intermediul Fundației Laura Stoica. Acest festival reprezintă un tribut adus artistei trecute în neființă, dorindu-se, în același timp, promovarea tinerelor talente din România.
„Am lucrat foarte rar cu femeile pe acest spectru muzical. Laura a fost una dintre puținele excepții. O femeie foarte puternică, dar și foarte vulnerabilă; mă privea ca pe un soi de tată. Ne respectam reciproc. Nu eram întotdeauna de acord, dar ifose, fițe nu avea și nici nu știa ce sunt «alea». A fost un copil din Târgoviște dornic de victorie și care s-a bătut cu arme convenționale ca să reușească. Și a reușit!” 
O nouă compilație cu cântece din repertoriul solistei apare la data de 6 octombrie 2008, fiind distribuită prin intermediul ziarului Jurnalul Național, împreună cu un supliment tipărit dedicat Laurei Stoica. Discul include câteva piese nelansate anterior și reprezintă volumul nr. 62 al seriei Muzică de colecție. Albumul Focul este reeditat în 2008 de casa de discuri Roton, ediția postumă având o grafică nouă, cu fotografii inedite. În anul următor apare pe piață Colecția de aur, un set format din trei CD-uri: Focul (reeditat în 2008), Dă, Doamne, cântec (2007) și ...Nici o stea (reeditat în 2006).
În 2009 apare Vino, albumul pe care Laura nu a reușit să îl lanseze în 2000. Lansarea are loc la Sala Radio din București pe 25 noiembrie, printre invitați numărându-se membrii formației care au participat la înregistrări, Ducu Bertzi, dar și managerul artistei, Aurel Mitran. Cu această ocazie, Alexandru Stoica, fratele artistei declară: „CD-ul conține melodii care nu au apărut niciodată pe un suport. În momentul de față, muzica Laurei are un impact foarte puternic, în sensul că melodiile ei sunt interpretate în majoritatea festivalurilor din țară. Aceasta demonstrează că este iubită și apreciată.” Iulian Vrabete, fost colaborator al Laurei și participant, la rândul său, la această lansare: „Laura era dezinvoltă, extraordinar de implicată și dornică mereu să facă mai mult. Niciodată nu a făcut rabat de la ceea ce trebuia făcut pe scenă sau în studio. Ulterior a început să și compună și a încercat tot timpul să progreseze cât mai mult, un lucru meritoriu deoarece oamenii se mulțumesc, cel mai adesea, cu o anumită stare de fapt. Ea a luptat cu toate obstacolele și mă gândeam câtă celebritate poate aduce un deznodământ nefericit. E păcat că lucrurile nu au stat altfel.” Discul apare sub egida Roton, fiind distribuit și într-o versiune promoțională împreună cu revista Felicia.
În anii următori, Inna, Andra și Lidia Buble sunt doar câteva dintre cântărețele în vogă care realizează versiuni cover la piesele Laurei. Pe 9 martie 2013, la comemorarea a șapte ani de la moartea solistei, în jur de 200 de persoane se strâng în Centrul istoric din București pentru un flashmob, cântând „Un actor grăbit”, alături de grupul Jazzappella și de artiști cunoscuți precum Paula Seling, Silvia Dumitrescu, Aurelian Temișan, Pepe, Crina Matei și alții. Începând din 2017, în luna octombrie este organizat în fiecare an la Târgoviște Festivalul–concurs național „Laura Stoica”, eveniment ce își propune să creeze cadrul necesar lansării profesionale a tinerelor talente.
La 29 martie 2021 este lansată o compilație cu zece piese remasterizate, intitulată Întotdeauna – Laura Stoica. Aceasta deschide seria Colecția de aur a casei de discuri Roton, fiind disponibilă atât sub formă de compact disc, cât și digital, pe platformele de streaming audio (Spotify, Apple Music, Deezer, Tidal). Include două cântece mai puțin mediatizate anterior, ce nu au apărut pe vreun album al artistei – „Călători în pustiu” (compozitor: Andrei Kerestely) și „Numai pentru tine, viață” (compozitor: Marius Țeicu) – înregistrate în studio în 1990, respectiv 1991. Cu acest prilej, fratele artistei declară: „Ea trăiește în continuare prin fiecare melodie. A deschis lumi ce vor rămâne în eternitate în sufletele tuturor celor ce au cunoscut-o, cât și în ale acelora care o ascultă! Și mă bucur nespus că, printr-un efort comun al Fundației Laura Stoica și a casei de discuri Roton acest album a putut fi lansat.”
Despre Laura Stoica și despre cum muzica sa este percepută peste ani, prezentatorul și jurnalistul Octavian Ursulescu spunea într-un interviu din 2018: „Rămâne și acum, peste timp, una din puținele cântărețe de muzică ușoară orientate către zona rock. O admiram foarte mult, era foarte modernă. La multe din concursurile de muzică ușoară pe care le prezint în ultimii ani, mulți tineri cântăreți își aleg piese lansate de Laura Stoica. Asta m-a uimit. Semn că ea, după atâta timp, rămâne o interpretă modernă. Tinerii îi caută piesele, le ascultă. E o dovadă că Laura Stoica e perenă și rămâne în circuitul muzicii cu piesele ei.”

## Membri Laura Stoica Band
În formația de acompaniament a Laurei Stoica au activat, începând cu anul 1993, aproximativ 20 de instrumentiști de muzică rock, pop și jazz:
- Iulian Vrabete – bas, backing vocals, compozitor (1993–1998)
- Eugen Mihăescu – chitară, backing vocals, compozitor (1993–1998)
- Vlady Cnejevici – claviaturi, backing vocals, compozitor (1993–1998)
- Florin Ionescu – tobe, backing vocals, compozitor (1993–1996)
- Cristian Soleanu – saxofon (1993–1995)
- Răzvan Lupu „Lapi” – tobe (1996–1999)
- Remus Carteleanu – chitară, backing vocals, compozitor (1998–2002)
- Matei Bulencea „Căpitanu” – bas, backing vocals, compozitor (1998–2002)
- Mihai Coman – claviaturi, backing vocals, compozitor (1999–2002)
- Relu Bițulescu – tobe (1999–2000)
- Andrei Bărbulescu – tobe (2000–2001)
- Fernando Drăgănici – claviaturi (2001–2002)
- Răzvan Gorcinski – tobe (2001–2002)
- Paul Baciu – bas (2003?)
- Adrian Vișteanu – chitară, backing vocals, compozitor (2004–2006)
- Emanuel Gheorghe „Fisă” – claviaturi, backing vocals, compozitor (1998–1999, 2004–2006)
- Victor Miclăuș – bas, backing vocals (2004–2006)
- Cristian Mărgescu – tobe, backing vocals (2004–2006)
- Laura Luchian – backing vocals (2005–2006)

În afară de componenții Laura Stoica Band, la piesele înregistrate de artistă au mai colaborat următorii muzicieni: Alin Constanțiu (saxofon), Nicu Damalan (chitară, compozitor), Marius Bațu (backing vocals), Adrian Ordean (chitară), Răzvan Mirică (compozitor), Laurențiu Cazan (chitară acustică), Eugen Tegu (bas), Bogdan Cristinoiu (claviaturi, compozitor), Cristina Andrei (backing vocals), Bobby Stoica (compozitor), Mihai Godoroja (compozitor). Manageri: Aurel Mitran, Sorin Bocerean.

## Discografie
- Un actor grăbit (disc single, Romagram, 1992)
- Focul (album, CD/MC, Edgar Surin Records, 1994) (reeditat în 2008)
- ...Nici o stea (album, CD/MC, Calavis Music Company, 1997) (reeditat în 1999 și 2006)
- Vino (album, 2000 / CD, Roton, 2009)
- S-a schimbat (album, CD/MC, TVR Media, 2005)
- Dă, Doamne, cântec (compilație, CD/MC, Roton, 2007)
- Laura Stoica – Ediție specială (album video, DVD, TVR Media, 2007)
- Muzică de colecție, Vol. 62 – Laura Stoica (compilație, CD, Jurnalul Național & Roton, 2008)
- Colecția de aur (box set, 3 CD, Roton, 2009 – conține albumele Focul, ...Nici o stea și Dă, Doamne, cântec)
- Întotdeauna – Laura Stoica (compilație, CD/digital download, Roton, 2021)

## Videoclipuri
- „Locul tău e aici” (1990), producător TVR
- „Numai pentru tine, viață” (1991), producător Doina Anastasiu, TVR
- „Un actor grăbit” (1991), producător Mariana Șoitu, TVR
- „Un actor grăbit” (1992), producător Luminița Dumitrescu, TVR
- „Focul” (1992), producător Minel Stoica, TVR
- „Când ești singur” (1993), producător Nicoleta Păun, TVR
- „Când ești singur” (1994), producător Mihai Godoroja
- „Ea nu știe ce vrea” (1994), producător Mihai Godoroja
- „Doar tu” (1994), producător Mihai Godoroja
- „Ea nu știe ce vrea” (1994), producător Tele 7ABC
- „Cui îi pasă” (1995), producător Tele 7ABC
- „Am nevoie de iubire” (1995), producător Tele 7ABC
- „În singurătate” (1997), producător Mariana Șoitu, TVR
- „Cartierul cântă rock” (1997), producător Corina Voicu
- „Hei, hai, vino...” (1998), producător Corina Voicu
- „Ei știu tot” (1998), producător Liviu Tudan
- „Sunt cuminte” (1999), producător TVR 2
- „Vino” (2000), producător TVR 2
- „Mereu mă ridic” (2005), producător Laura Stoica Music Company [3]